# الدوري الألماني لكرة القدم للسيدات 2014–15
الدوري الألماني لكرة القدم للسيدات 2014–15 (بالألمانية: Fußball-Bundesliga 2014/15)‏ هو الموسم 25 من  الدوري الألماني لكرة القدم للسيدات. أقيم خلال الفترة 30 أغسطس 2014 وحتى 10 مايو 2015، وفاز فيه بايرن ميونخ للسيدات.